# Nicole Rajoharison
Nicole Rajoharison (sinh ngày 22 tháng 8 năm 1965) là một vận động viên bơi lội người Malagasy. Bà đã tham gia hai nội dung tại Thế vận hội Mùa hè 1980.